# セイバー+ゼンカイジャー スーパーヒーロー戦記
- 仮面ライダーシリーズ > 仮面ライダーセイバー > セイバー+ゼンカイジャー スーパーヒーロー戦記
- スーパー戦隊シリーズ > 機界戦隊ゼンカイジャー > セイバー+ゼンカイジャー スーパーヒーロー戦記

『セイバー+ゼンカイジャー スーパーヒーロー戦記』は、2021年7月22日に東映系で公開された日本の映画作品。同時上映は『劇場版 仮面ライダーリバイス』。

## 概要
特撮テレビドラマ『仮面ライダーセイバー』と『機界戦隊ゼンカイジャー』をメインとしたクロスオーバー作品。
仮面ライダーシリーズの放送開始50周年と、スーパー戦隊シリーズが45作目を迎えたことを記念したWアニバーサリー作品である。
公開初日の2021年7月22日には、新宿バルト9にて開催された舞台挨拶に監督の田﨑竜太と主要キャスト10人が登壇した。
本作品では『仮面ライダーリバイス』から仮面ライダーリバイと仮面ライダーバイスのテレビシリーズに先駆けての出演に加え、初の試みとなる『リバイス』単独短編映画のサプライズ同時上映が行われ、本作品公開初日に合わせた新番組放送開始の発表も行われた。
2021年8月7日から『機界戦隊ゼンカイジャー』のキカイノイドと『仮面ライダー電王』のイマジンの副音声ボイスドラマ（映画本編には登場しなかったデネブ（声 - 大塚芳忠）も出演する）と、本作品に出演している鈴村健一と神谷浩史がパーソナリティを務める『東映公認 鈴村健一・神谷浩史の仮面ラジレンジャー』とのコラボ副音声コメンタリーが追加され、アプリ「HELLO!MOVIE」をダウンロードすることで劇場で視聴可能となる。

## ストーリー
スランプに陥っていた神山飛羽真は、ユーリから薦められた『機界戦隊ゼンカイジャー』を読み始めるが、須藤芽依やユーリと共に『ゼンカイジャー』の物語の世界の中に入り込んでしまう。一方、ブルーンが開いた本により、五色田介人、ガオーン、マジーヌ、ブルーンの4人が『仮面ライダーセイバー』の世界に召喚される。この異常は、禁書を納めていた禁断の地アガスティアベースで保管されていた45の『スーパー戦隊の書』と35の『仮面ライダーの書』を叛乱を起こした衛士アスモデウスが封印を解いて解放したことにより、現実と物語の境界が曖昧になってしまったことによるものであった。
飛羽真や介人たちは書架にすべての禁書を元通りに戻すべく、駆けつけた歴代のヒーローたちと共に敵に立ち向かうが、その最中にヒーローの絵を描く謎の少年・章太郎に出会う。
飛羽真と章太郎たちはヒーローと物語が混ざった世界に飛ばされ、章太郎は飛羽真などの様々なヒーローをスケッチしていくが、ヒーローの正義に対して次第に疑問を抱き、自分の描きたいヒーローではないとスケッチを破ったことで次々とヒーローが消滅していく。
アスモデウスはヒーローたちの世界を作り出した造物主である章太郎を利用して全てのヒーローを消し去ろうとしていた。飛羽真は、創作意欲を失った章太郎によって現実の世界に飛ばされるが、章太郎に自分の思うヒーローを描けばいいと説得する。

## 本作品オリジナルの登場人物
謎の少年
飛羽真たちが『機界戦隊ゼンカイジャー』の物語世界で、保護した漫画家志望の少年。手にしたペンで怪人の攻撃を受け止めることが可能。
初対面であった芽依には懐いており、彼女の言うことのみ素直に聞き入れている。
その正体は石ノ森章太郎であり、アスモデウスは「神」と呼んでおり、章太郎を利用していた。
「ヒーローの絵を自分で描く」という夢を持ちヒーローたちをスケッチするが、幾多のヒーローと物語世界で出会ううちに、戦いが悪と思ったことで、描きたい自分のヒーロー像を見失う。だが、飛羽真によって正義であり悪であるヒーローこそが自分にしか描けないヒーローであると諭され、秘密戦隊ゴレンジャーと仮面ライダーを生み出す。
- 物語の結末を飛羽真が書き換えることから、物語を書いている原作者の石ノ森が敵という展開も考えられていたが、結果的に石ノ森の少年時代を登場させることとなった。監督の田﨑は石ノ森の自伝を調べ、石ノ森の姉との関係性やトキワ荘時代の話を入れ込んだという。
- 石ノ森を演じた鈴木福は、撮影前に石ノ森の墓を挨拶に訪れ、準備してから撮影に臨んだという。

## 本作品オリジナルの仮面ライダー

### 仮面ライダーセイバー スーパーヒーロー戦記
神山飛羽真が聖剣ソードライバーにスーパーヒーロー戦記ワンダーライドブックを装填して変身するセイバーの強化形態。
変身音声は「烈火抜刀！ どんな時も大切なものを守るため正義が紡ぐ勝利の歴史！ スーパーヒーロー戦記！ 時代が望む限りヒーローは必ず現れる！」。
セイバーとゼンカイザーが融合して誕生した姿で、顔は仮面ライダーセイバー ドラゴニックナイトと同形状だが、ゼンカイザーを象徴する色のラインがボディーに敷かれている。
ゼンカイザー、仮面ライダーとスーパー戦隊の力を兼ね備える。スーパー戦隊と仮面ライダーの歴史が刻まれた禁書を投影し、敵を包囲して無数のページを発射する。
必殺技はエネルギー球を斬撃で放つスーパーヒーロー必殺斬り。
- 本作品ならではのオリジナルフォームとして、セイバーとゼンカイザーが合体した定番の姿となった[13]。ゼンカイザーと合体したセイバーというオーダーで、ゼンカイザーのカラーリングを全体的に取り入れてヒロイックさを誇張している[18]。
- 撮影用スーツは、アップ・アクション兼用の1着が制作された[16]。マスクはドラゴニックナイトの色替え[出典 4]。ボディは仮面ライダーゴースト 闘魂ブースト魂の色替えで、セイバーの炎属性として胸のファイアディテールを残している[出典 4]。新規造形の肩プロテクターや胸はゼンカイザーのプロテクターの形状に近づけているが、独自造形のため、胸のエンブレムをライダークレストにしたり、多少ライン取りのR形状をラウンドさせるなど、微妙に形状などが異なる[出典 5]。スーパー戦隊を象徴するカラーラインをボディーに敷き、ゼンカイザーにあったマントは、セイバーらしさを出すこととゼンカイザーとの差別化として、白で背中のラインから下を統一することで、マントにもローブにも見えるようになっている[出典 4]。

## 本作品オリジナルの怪人
アスモデウス
ソードオブロゴスの衛士であった男性。
謀反を起こしたことでアガスティアベースに封印されていたが、復活して混乱の物語を生み出すためにアガスティアベースの書架に封印されていた45のスーパー戦隊の書と35の仮面ライダーの書の計80冊の禁書を解き放った。すべてのスーパー戦隊と仮面ライダーに並々ならぬ敵意を抱き、彼らを消そうと企んで謎の少年を利用する。
巨大アスモデウス
歴代作品の敵メカを吸収してドラゴンのような姿に巨大化したアスモデウス。オールライダーキックとスーパー戦隊の全合体ロボの総攻撃によって倒される。
- デザインは酉澤安施が担当。人型形態とドラゴン形態というオーダーであったが、当初は予算的にドラゴン形態が出来ないことから、羽と尻尾を人型形態に付けたパターンでデザインされたが、実際には現場対応でCGでドラゴン形態が作られたため、決定稿とは異なるものとなっている。

戦隊メギド
アスモデウスの配下であるゼンカイジャーの物語から作られたメギド。
悲痛の叫びをあげているようなゼンカイザーの似姿が開かれた頭部の本から飛び出したデザインをしている。武器はギアが先端に付いた剣。
倫太郎たちを『西遊記』の物語世界の天竺で待ち受ける。
- デザインは酉澤安施が担当。「気持ち悪いゼンカイザー」「飛び出す絵本」ということでデザインされ、身体にセンタイギアをモチーフにした意匠を配置している。『秘密戦隊ゴレンジャー』の黒十字のマークをヘソのバックルに忍ばせている。

ライダーワルド
アスモデウスの配下であるセイバーの物語から作られたワルド怪人。
セイバーと同様、炎を表す赤のカラーリングで、頭部はワンダーライドブックを模しており、そこからセイバー風の怪人の顔が飛び出している。開いた顔の本から戦闘員を召喚する。武器は火炎剣烈火の色をした烈火クギバットー（）と左腕のライター型の武器・DXソードライター。
飛羽真たちと『八犬伝』の物語世界で交戦する。
- デザインはK-SuKeが担当。モチーフは仮面ライダーセイバーとワンダーライドブックで、ワルドにほぼそのまま落とし込んでいる。烈火クギバットーは、釘バットとセイバーの変身音「烈火抜刀！」をかけている。ソードライターは飛羽真が小説家であることから、火を着けるライターと文筆業を意味するライターを聖剣ソードライバーに引っ掛けたトリプルミーニングとなっている。ワンダーライドブックをモチーフとしているが、ソードライバーと火炎剣烈火を武器として取り込んでおり、セイバーのなりきりアイテムが勢ぞろいしたものとなっている。

## 本作品オリジナルのアイテム・用語
スーパーヒーロー戦記ワンダーライドブック
ゼンカイザーの力が飛羽真の執筆したスーパーヒーロー戦記の本に合わさることで生まれたワンダーライドブック。ストーリー音は「時代を超えて戦い続けるヒーローたちの物語…」。
表紙にはセイバーとゼンカイザーが並び立っており、展開時の見開きステンドエンクローザにはすべてのスーパー戦隊のレッド戦士と主役仮面ライダーが配置されている。
- 撮影用プロップは、ドラゴニックナイトワンダーライドブックの色替え。

非公認センタイギア アキバレンジャー
非公認の戦隊である非公認戦隊アキバレンジャーのセンタイギア。センタイギアが使用できない状況下で、なぜかゼンカイザーが所持しており、このギアをジュランたちが使用して死亡フラグを敵に立てさせた。

アガスティアベース
世界そのものをたった一冊で揺るがすほどの恐れがある大きな力を持つS級の禁書が収められた施設。サウザンベースの主塔の上空にあるスパイラル積みにされている本が、そのまま大気圏を突破して人の手が届かない宇宙空間まで伸びた先にある球体の建物となっている。侵入者を撃退する厳重な警備設備に守られた書架には45のスーパー戦隊の書と35の仮面ライダーの書が収められていたが、叛乱を起こした衛士のアスモデウスが禁書を解き放った。また、6体の衛士が施設を守っていたが、アスモデウスによっていずれも倒された。
上述の禁書以外に書架には章太郎が生み出した『変身忍者 嵐』『人造人間キカイダー』『アクマイザー3』『快傑ズバット』の書も収められていたが、アスモデウスに利用されることはなかった。また、36冊目の仮面ライダーの本であるリバイスも加わった。

## キャスト
- 神山飛羽真 / 仮面ライダーセイバー - 内藤秀一郎
- 五色田介人 / ゼンカイザー - 駒木根葵汰
- 新堂倫太郎 / 仮面ライダーブレイズ - 山口貴也
- 須藤芽依 - 川津明日香
- 富加宮賢人 / 仮面ライダーエスパーダ - 青木瞭
- 尾上亮 / 仮面ライダーバスター - 生島勇輝
- 緋道蓮 / 仮面ライダー剣斬 - 富樫慧士
- 大秦寺哲雄 / 仮面ライダースラッシュ - 岡宏明
- ユーリ / 仮面ライダー最光 - 市川知宏
- 神代玲花 / 仮面ライダーサーベラ - アンジェラ芽衣
- 神代凌牙 / 仮面ライダーデュランダル - 庄野崎謙
- 尾上そら - 番家天嵩
- 富加宮隼人 - 唐橋充
- ルナ（大人） - 横田真悠[24]
- ゾックス・ゴールドツイカー / ツーカイザー - 増子敦貴
- 石ノ森章太郎[注釈 1] - 鈴木福[出典 11]
- アスモデウス - 谷田歩[25]
- 常磐ソウゴ / 仮面ライダージオウ - 奥野壮『仮面ライダージオウ』[26]
- 飛電或人 / 仮面ライダーゼロワン - 高橋文哉『仮面ライダーゼロワン』[26]
- 谷千明 / シンケングリーン - 鈴木勝吾『侍戦隊シンケンジャー』[26]
- 押切時雨 / キラメイブルー - 水石亜飛夢『魔進戦隊キラメイジャー』[26]
- オーナー - 石丸謙二郎『仮面ライダー電王』[25]
- 鴻上光生 - 宇梶剛士『仮面ライダーオーズ/OOO』[25]
- ソフィア - 知念里奈
- 五色田ヤツデ - 榊原郁恵
- 本郷猛 / 仮面ライダー1号 - 藤岡弘、『仮面ライダー』[27]

### 声の出演
- ジュラン - 浅沼晋太郎
- ガオーン - 梶裕貴
- マジーヌ - 宮本侑芽
- ブルーン - 佐藤拓也
- セッちゃん - 福圓美里
- モモタロス - 関俊彦『仮面ライダー電王』[25]
- ウラタロス - 遊佐浩二『仮面ライダー電王』[25]
- キンタロス - てらそままさき『仮面ライダー電王』[25]
- リュウタロス - 鈴村健一『仮面ライダー電王』[25]
- オーマジオウ - 小山力也『仮面ライダージオウ』[28]
- ドギー・クルーガー - 稲田徹『特捜戦隊デカレンジャー』[25][5]
- ラプター283 - M・A・O『宇宙戦隊キュウレンジャー』[25]
- ショウ・ロンポー - 神谷浩史『宇宙戦隊キュウレンジャー』[25]
- 江田拓寛
- 小林大紀
- 仮面ライダーリバイ - 前田拳太郎『仮面ライダーリバイス』[1][注釈 2]
- 仮面ライダーバイス - 木村昴『仮面ライダーリバイス』[1][注釈 2]
- アカレンジャー - 誠直也『秘密戦隊ゴレンジャー』[25]
- 戦隊メギド - ささきいさお[29]
- ライダーワルド - 谷中敦[29]

### スーツアクター
- 仮面ライダーセイバー[5] - 浅井宏輔
- 高田将司
- 仮面ライダーブレイズ[30]、ウラタロス[30]、仮面ライダーバイス[31][32] - 永徳
- ジュラン[23][33] - 竹内康博
- 中田裕士
- シンケングリーン[34] - 蔦宗正人
- 仮面ライダーバスター[35]、キンタロス[30] - 岡元次郎
- 下園愛弓
- 仮面ライダー剣斬[36] - 藤田慧
- 岡田和也
- 森博嗣
- 伊藤茂騎
- 荒川真
- 仮面ライダーゼロワン[37]、仮面ライダーリバイ[31] - 縄田雄哉
- 仮面ライダーサーベラ[38] - 宮澤雪
- リュウタロス[30] - おぐらとしひろ
- 今井靖彦[注釈 3]
- ラプター283[39] - 五味涼子
- 戦隊メギド[40] - 塚越靖誠
- 神前元
- 藤田洋平
- 仮面ライダークウガ[30][41] - 富永研司
- アスモデウス[42] - 岩上弘数
- 原隆太
- 仮面ライダージオウ[43]、ウラタロス[43] - 鈴木大樹
- 坂井良平
- 和田三四郎
- 下川真矢
- 渡辺実
- 蜂須賀昭二
- 青木哲也
- 高木英一
- 村岡弘之
- 神尾直子
- 橋本恵子
- 井口尚哉
- 石井靖見
- 寺本翔悟
- 北村海
- 榮男樹
- 東慶介
- 鍜治洸太朗
- 坂梨由芽
- 市川雅章
- 松原凛
- 橋本征弥
- 駒﨑太嘉
- 清水麟太郎
- 米岡孝弘
- 宇佐見紗風
- 菅野聖
- 奈良充樹
- 林潔
- 白井雅士
- 田中佳人
- 平井孝樹
- 鬼頭辰吉
- 高﨑籠肩
- 岩井潤一
- 世名圭吾
- 齋藤颯人
- 澄川友哉
- 小座間洋人
- 森口竜三
- 前澤悠月
- 町田尚規
- 石飛雄太
- 島野知也
- 豊田大智
- 芝田政仁
- 高嶋宏一郎
- 掛川将希
- 小澤雄喜
- 殿村将城
- 加藤正樹
- 福田健吾
- 小林勝也
- 小林豊明
- 岡村勝之
- 鈴木仁志
- 酒井和也
- 布米正幸
- 門脇大輔
- 根上純一
- 山口貴史
- 飯島浩和
- 氏原祐介
- 山田大雅
- 福田慶晶
- 吉岡将真
- 上原智樹
- 穂積慎也
- 池田優樹
- 横溝健太
- 中村拓磨
- 篠原雄大
- 熊本敬介
- 堀田慶斗
- 河津香賀美
- 大内田将樹
- 本間汐梨
- 平野兼椰
- 田崎直輝
- 酒井大樹
- 荒井雄一郎
- 藤田恭平
- 本間康介
- 鈴木亮平
- 大谷秀一郎
- 阿部明人
- 香田弘臣
- 横田遼
- 小澤邦英
- 南誉士広
- 工藤翔馬
- 稲庭渉
- 大久保洸成
- 神谷洸太
- 岡和輝
- 井上象策
- 丸山貢治
- 真鍋恭輔
- 谷本健晋
- 白善哲
- 渡邊海斗
- 山口真弥
- 霜田元
- 佐藤丈
- 工藤舞人
- 横沢淳
- 中川和貴
- 川上そら
- 川手利文
- じゃっき～
- 関川正隆
- 齊藤謙也
- 小森拓真
- 草野伸介
- 松本直也
- 矢部敬三

ノンクレジット
- 五十嵐睦美
- 木寺奈緒
- 北野瑠那
- 林本奈々
- 杉森菜摘
- 岡田ひかる
- 伊藤よしの
- 杉森功明
- 菅野充
- 田畑渚
- 馬場しいな
- 川合立統
- 鈴木翔流
- 小澤日向
- 齋藤和輝
- 大夢
- 上田千愛
- 大塚優希
- 天野レイチェル
- 福田楓
- 補助 - 安藤奈津美[45]

## スタッフ
- 原作 - 石ノ森章太郎[46][5]、八手三郎[46][5]
- 脚本 - 毛利亘宏[25][5]
- ゼンカイジャー監修 - 香村純子[46]
- 音楽 - 渡辺宙明[46][5]、大石憲一郎[46][5]、山下康介[46][5]
- 製作 - 手塚治（東映）、西新（テレビ朝日）、高木勝裕（東映アニメーション）、與田尚志（東映ビデオ）、野田孝寛（ADKエモーションズ）、相原寛（東映エージエンシー）、桃井信彦（バンダイ）
- 企画 - 金子保之（東映）、三輪祐見子（テレビ朝日）、鈴木篤志（東映アニメーション）、加藤和夫（東映ビデオ）、志村章（ADKエモーションズ）、清水啓司（東映エージエンシー）、古澤圭亮（バンダイ）
- 撮影 - 上赤寿一
- 照明 - 佐々木康雄
- 美術 - 岡村匡一、大嶋修一
- 録音 - 堀江二郎
- 編集 - 金田昌吉
- スクリプター - 國米美帆
- スケジュール - 茶谷和行
- 助監督 - 作野良輔
- アクション監督補 - 渡辺淳（ジャパンアクションエンタープライズ）[23]、福沢博文[23]
- 制作担当 - 吉川和也
- ラインプロデューサー - 道木広志、佐々木幸司
- プロデューサー補 - 土井健生、湊陽祐、瀧島南美、松浦大悟、磯田ゆう、小笠原栞菜
- ラインプロデューサー補 - 下前明弘
- 仮面ライダーリバイス
  - 演出協力 - 柴﨑貴行
  - アクション演出協力 - 渡辺淳（ジャパンアクションエンタープライズ）
  - プロデュース協力 - 望月卓、百瀬龍介、賢賀由紀
- 製作プロダクション - 東映テレビ・プロダクション
- 「スーパーヒーロー戦記」製作委員会 - 東映、テレビ朝日、東映アニメーション、東映ビデオ、ADKエモーションズ、東映エージエンシー、バンダイ
- スーパーバイザー - 小野寺章
- プロデュース - 白倉伸一郎[3][5]、武部直美[5]、高橋一浩（東映）[5]、井上千尋[5]、水谷圭（テレビ朝日）[5]、矢田晃一[5]、深田明宏（東映エージエンシー）[5]、古谷大輔（ADKエモーションズ）[5]
- 特撮監督 - 佛田洋（特撮研究所）[46][5]
- アクション監督 - 宮崎剛（ジャパンアクションエンタープライズ）[46][5]
- 監督 - 田﨑竜太[25][5]

## 主題歌
「SPARK」
作詞 - 谷中敦 / 作曲 - 沖祐市 / 編曲・演奏 - 東京スカパラダイスオーケストラ / 歌 - 大森はじめ

## 制作
当初は、『ゼンカイジャー』のスーパー戦隊45作品と『セイバー』の仮面ライダー生誕50周年をテーマとした単独映画の二本立て、という構想であったが、既に『ゼンカイジャー』単体の記念映画は公開済みであったことと、『仮面ライダージオウ』でレジェンドライダーを多く出していたことから、レジェンドに頼った作品は食傷気味という事情があったことから、戦隊とライダーのコラボ映画が提案された。だが、プロデューサーの白倉は戦隊とライダーは「混ぜるな危険」という強い認識があったため反応は良くなかったが、Wアニバーサリーであるからこその物語で、『スーパーヒーロー大戦』シリーズとは異なるコンセプトのコラボ作品を目指す、という形でまとまった。
白倉の提案で、物語面は『ゼンカイジャー』では個性が強すぎることから、『セイバー』を軸とすることとなり、本の世界を冒険し、飛羽真がその結末を書き換える物語、という構想となり、そこにスーパー戦隊と仮面ライダー、そして両シリーズの産みの親である石ノ森章太郎を絡めたストーリーに仕上げることとなった。
バリドリーンは新規でCGが起こされ、スカイエースは『ゴーカイジャー ゴセイジャー スーパー戦隊199ヒーロー大決戦』のCGを流用している。デンジタイガーなどは当時のミニチュアなどを塗り直しており、玩具やミニプラなどを全て素材撮影して、一画面に歴代スーパー戦隊のマシンを登場させたり、CGのガブティラをデンジタイガーとジャガーバルカンと一緒に走らせるなどの夢のカットを作っている。アスモデウス戦でのスーパー戦隊の全合体ロボは玩具で素材撮りを行っている。

## 映像ソフト化
2021年12月1日発売。Blu-ray / DVDでリリース。
- セイバー+ゼンカイジャー スーパーヒーロー戦記 / 劇場版 仮面ライダーリバイス DVD通常版（1枚組）
  - 音声特典
    - バリアフリー日本語音声ガイド

  - 映像特典
    - TRAILER
- セイバー+ゼンカイジャー スーパーヒーロー戦記 / 劇場版 仮面ライダーリバイス Blu-rayコレクターズパック（2枚組）
  - ディスク1：本編Blu-ray
    - 音声特典
      - バリアフリー日本語音声ガイド
      - 『セイバー+ゼンカイジャー スーパーヒーロー戦記』副音声ボイスドラマ：イマジン&キカイノイド戦記（劇場公開時に実施された内容を収録）
      - 『セイバー+ゼンカイジャー スーパーヒーロー戦記』副音声コメンタリー：東映公認 鈴村健一・神谷浩史の仮面ラジレンジャー 出張版〜スーパーコメンタリー戦記（鈴村健一×神谷浩史×内藤秀一郎×駒木根葵汰×鈴木福 / 劇場公開時に実施された内容を収録）
      - 『劇場版 仮面ライダーリバイス』オーディオコメンタリー（前田拳太郎×木村昴×プロデューサー：望月卓 / 新規収録）

    - 映像特典
      - 『セイバー+ゼンカイジャー スーパーヒーロー戦記』メイキング
      - 『劇場版 仮面ライダーリバイス』メイキング
      - 完成披露イベント
      - 初日舞台挨拶
      - 劇場用先付映像
      - ノンスーパーED
      - TRAILER
      - PR集
      - POSTER GALLERY

  - ディスク2：本編DVD（通常版と共通）
- 【初回生産限定】セイバー+ゼンカイジャー スーパーヒーロー戦記 / 劇場版 仮面ライダーリバイス コレクターズパック 豪華版（2枚組）
  - セット内容
    - セイバー+ゼンカイジャー スーパーヒーロー戦記 / 劇場版 仮面ライダーリバイス Blu-rayコレクターズパック
    - 『セイバー+ゼンカイジャー スーパーヒーロー戦記』縮小台本
    - 『セイバー+ゼンカイジャー スーパーヒーロー戦記』ビジュアルブックレット
    - 『セイバー+ゼンカイジャー スーパーヒーロー戦記』フォトカードセット（8枚組）
    - 『仮面ライダーリバイス』しあわせ湯ロゴ手ぬぐい
    - 特製スリーブケース付きデジパック仕様

## 他媒体展開

### 映画公開記念合体スペシャル
本作品の公開を記念し、『仮面ライダーセイバー』特別章「界賊来たりて、交わる世界。」と『機界戦隊ゼンカイジャー』第20カイ！「剣士と界賊、兄の誓い。」（共に2021年7月18日放送分）にて行われたコラボレーション企画。両作品の登場人物たちが互いの作品に客演する形式が採られた。
『ゼンカイジャー』の同話のラストではアスモデウスが登場することから本作品の前日譚にもなっている。

### コラボダンス
本作品の公開を記念し、『ザ・ハイスクール ヒーローズ』第3話「黄のダンクが宙を舞う! 甘い誘惑は魔人の罠!?」（2021年8月14日放送分）のエンディングにて行われたコラボダンス。仮面ライダーセイバーとゼンカイザーが出演し、美 少年やザ・ハイスクール ヒーローズと共に同作品のエンディングダンスを踊った。

### 全力坂
本作品の公開および『ザ・ハイスクール ヒーローズ』コラボを記念し、『全力坂』で2021年7月21日に仮面ライダーセイバーが、同年7月22日にゼンカイザーが、スーツのまま六本木六丁目の屋上を駆け抜けた。